# Trần Quốc Thảo
Trần Quốc Thảo (1915 - 1957) tên thật là Hồ Xuân Lưu, bí danh: Đồ Em, Năm Hai là nhà cách mạng Việt Nam quê ở làng Cổ Thành, huyện Triệu Phong, tỉnh Quảng Trị, sinh tại làng Đông Hưng, huyện Cam Lộ, tỉnh Quảng Trị.

## Sơ lược tiểu sử
Ông sinh năm 1915 tại làng Đông Hưng, Cam Lộ, quê gốc ở Cổ Thành, Triệu Phong, Quảng Trị. Tên khai sinh là Hồ Xuân Lưu. Ông là em ruột của nhà cách mạng, liệt sĩ Hồ Chơn Nhơn, người đã hi sinh tại nhà tù Buôn Ma Thuột năm 1937.
Thuở nhỏ Hồ Xuân Lưu học ở Cam Lộ. Năm 1929, ông tham gia các phong trào yêu nước, bị bắt chịu tù 3 tháng và bị đuổi học.
Năm 1930, ông gia nhập Đoàn thanh niên cộng sản tại địa phương.
Đến cuối năm 1931 ông bị chính quyền Pháp bắt giam 4 tháng và chịu án treo 2 năm rưỡi.
Ngày 1/5/1933 ông gia nhập Đảng Cộng sản.
Năm 1935 ông là Tỉnh Ủy viên, tỉnh Quảng Trị.
Năm 1936, ông tham gia Mặt trận dân chủ tại Quảng Trị, góp công vào việc khôi phục lại đảng bộ Cộng sản Đông Dương tỉnh Quảng Trị.
Tháng 6 năm 1937, ông được cử vào tỉnh ủy.
Năm 1938 ông phụ trách Tuyên huấn Xứ ủy Trung Kỳ, Uy Viên Thường vụ Xứ ủy Trung Kỳ.
Đến năm 1940, Trần Quốc Thảo được bầu vào Ban thường vụ Xứ ủy Trung Kỳ.
Ông mang bí danh Đồ Em (còn Đồ Anh là ông Bùi San).

## Hoạt động cách mạng và sự nghiệp chính trị
Hội nghị trung ương lần thứ 8 của Đảng Cộng sản Đông Dương được tiến hành từ ngày 10 đến ngày 19 tháng 5 năm 1941 triệu tập 15 đồng chí, nhưng vì những lý do khách quan, chỉ có 9 đại biểu đến dự được, đó là: Nguyễn Ái Quốc, Trường Chinh, Hoàng Quốc Việt, Hoàng Văn Thụ, Bùi San, Hồ Xuân Lưu, Phùng Chí Kiên, Vũ Anh và Nguyễn Thành Diên. Sau khi hội nghị, các đại biểu chia thành ba nhóm, trong đó có nhóm gồm Bùi San (bí danh Đồ Anh), Hồ Xuân Lưu (bí danh Đồ Em) và Nguyễn Thành Diên. Các đại biểu Trung Kỳ từ Cao Bằng qua Lạng Sơn rồi về Hà Nội để vào miền Trung. Tại Hà Nội, Nguyễn Thành Diên đã bị mật thám Pháp bắt. Không chịu nổi tra tấn, Diên đã khai ra. Mật thám giăng lưới quyết bắt luôn các đại biểu còn lại. Ông Hồ Xuân Lưu bị giặc bắt ở Nghệ An, kết án 20 năm tù khổ sai, đày ở Nhà lao Buôn Ma Thuột.
Ngày 8 tháng 4 năm 1942, ông vượt ngục, nhưng bị bắt lại rồi tăng án lên 20 năm. Ngày 9 tháng 3 năm 1945, Nhật Bản đảo chính Pháp ở Đông Dương, Trần Quốc Thảo về hoạt động ở quê nhà (Quảng Trị). Ông làm Chủ tịch Đông Hà, Quảng Trị. Năm 1946 ông ra Hà Nội làm Chủ nhiệm báo Lao động.
Tháng 7 năm 1946, ông làm Bí thư Đặc khu ủy Hòn Gai. Ngày 31 tháng 3 năm 1947, Khi hợp nhất tỉnh Quảng Yên và Đặc khu Hòn Gai thành liên tỉnh Quảng Hồng, Trần Quốc Thảo được cử làm Chủ tịch đầu tiên của Ủy ban Hành chính Kháng chiến Liên tỉnh Quảng Hồng.
Cuối năm 1948, ông vào Nam Bộ và làm Bí thư Công Vận Xứ ủy, phụ trách Liên Hiệp Công Đoàn Nam Bộ, Thường vụ Khu ủy Sài Gòn Chợ Lớn.
Năm 1949, ông vào Nam Bộ làm Bí thư Ban Công vận Xứ ủy, năm 1950, làm thường vụ Đặc khu Sài Gòn - Chợ Lớn kiêm phó Tổng thư ký Công đoàn Việt Nam. Cuối năm 1952 đến cuối 1953, ông làm quyền Bí thư Khu ủy Sài Gòn Chợ Lớn, Ủy viên Trung ương Cục Miền Nam. Trong thời gian phụ trách với cương vị Bí thư, ông đã đẩy mạnh phong trào đấu tranh chính trị phát triển tại nội thành. Cuối năm 1956, ông được đề cử làm Bí thư Khu ủy Sài Gòn - Chợ Lớn. Ông bị chính quyền Việt Nam Cộng hòa bắt tại quận Phú Nhuận và bị tra tấn, ông đã hi sinh trong lao tù vào ngày 16 tháng 10 năm 1957 ở tuổi 43.

## Vinh danh
Tên ông được đặt cho một trường tiểu học và một con đường ở Quận 3, Thành phố Hồ Chí Minh, một con đường ở thành phố Hạ Long.